# V pustinách Polesí
V pustinách Polesí (v běloruském originále У пушчах Палесся, U puščach Palessja) je běloruská opera z roku 1939 o čtyřech dějstvích a pěti obrazech. Hudbu k ní napsal skladatel Anatol Vasilevič Bahatyroŭ (v ruském přepisu Anatolij Vasiljevič Bogatyrjov, 1913–2003) a libreto Jaŭhen Scjapanavič Ramanovič (v ruském přepisu Jevgenij Stěpanovič Romanovič, 1905–1979) na námět povídky Jakuba Kolase Bažina (Dryhva, 1933) z období občanské války v běloruské oblasti Polesí.

## Historie a charakteristika
V pustinách Polesí je jednou z prvních běloruských oper vůbec a druhou domácí operou, která byla hrána v běloruském operním divadle po otevření jeho stálé budovy roku 1939 (po opeře Michas Padhorny Jaŭhena Karlaviče Cikockého).
V roce 1940 byla opera V pustinách Polesí představena v Moskvě na dekádě běloruského umění a získala ocenění kritiky, zejména pro své melodické bohatství. Jeden z kritiků psal: „Bahatyroŭova hudba je hudbou povídky Jakuba Kolase. Její poezie, její syrová hrdinskost i jemná lyrika, její živé teplo velikou silou sálá z díla mladého skladatele.“ 15. března 1941 za ni Bahatyroŭ získal Stalinovu cenu II. stupně.

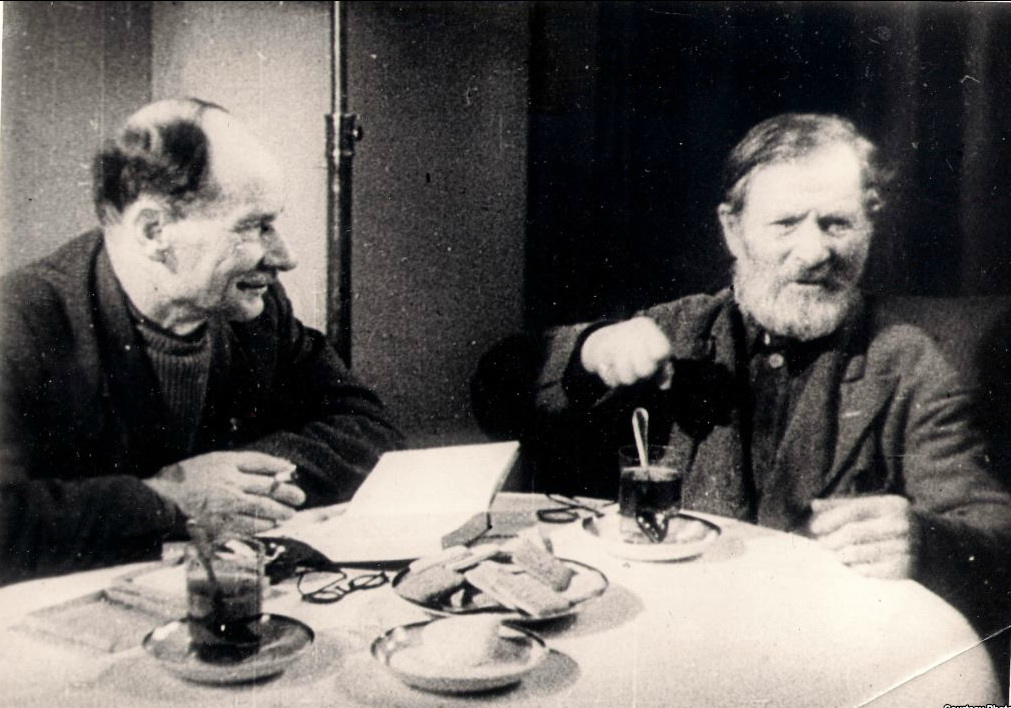
Spisovatel Jakub Kolas a partyzánský vůdce děd Talaš

Opera V pustinách Polesí odpovídá dobovým požadavkům socialistického realismu v jeho nejupjatější stalinské podobě: hrdinský námět a postavy, proletářská a kolektivní duch, písňovost, prostota a přístupnost hudebních prostředků. Tento schematický základ ozvlášťňuje Bahatyroŭova psychologicky charakterizační schopnost a organické (nikoli jen ilustrační) využití běloruské lidové kultury.
Jedna z postav Kolasovy povídky má předobraz ve skutečnosti – vůdce partyzánů děd Talaš je legendární běloruský partyzán Vasilij Isaakovič Talaš. V opeře je vztah k žijící osobě méně přímý a postava se jmenuje „děd Taras”.
Sovětský muzikolog Avram Gozenpud oceňoval na opeře její lyrismus a oduševnělost, výhrady vyslovil k hrdinským pasážím, které zjevně neodpovídaly skladatelovu naturelu. Bahatyroŭovi se naopak podařila psychologická charakteristika osob, zvláště slabošského pijana Saŭky, jehož Gozenpud přirovnává ke Griškovi Kutěrmovi z Pověsti o neviditelném městě Kitěži Rimského-Korsakova. Celkově Gozenpud cituje ruskou klasiku, a zejména Rimského-Korsakova, jako jeden z inspiračních zdrojů skladatele vedle běloruské lidové písně.
Bahatyroŭ se vrátil k opeře již jen jednou: v roce 1946 napsal na ruskojazyčné libreto operu Naděžda Durova.

## Osoby a první obsazení

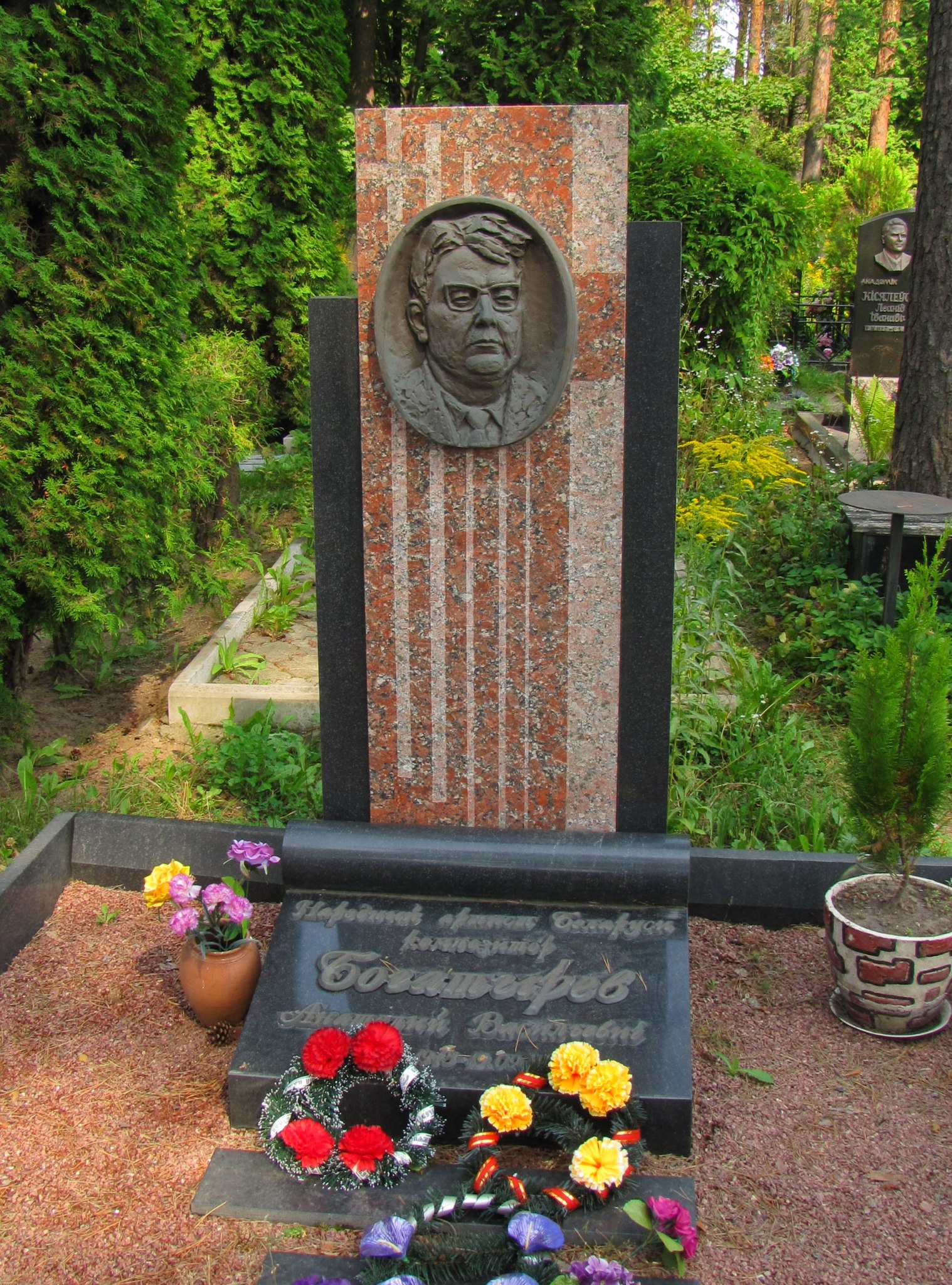
Hrob A. V. Bahatyroŭa

| osoba                                     | hlasový obor     | premiéra (21.9.1939)              |
| ----------------------------------------- | ---------------- | --------------------------------- |
| Děd Taras                                 | bas              | Ilja Alexejevič Muromcev          |
| Andrèj, jeho syn                          | tenor            | V. Lapin                          |
| Vasil Busyha                              | baryton          | B. Avdějenko                      |
| Aŭhinnja, jeho žena                       | soprán           | Sofija Jurjevna Druker            |
| Saŭka Milhun, Aŭhinnjin otec              | tenor            | Pjotr Ivanovič Zaseckij           |
| Kuzmič, komisař partyzánského oddílu      | baryton nebo bas | Michail Ivanovič Děnisov          |
| Pan Długoszyc                             | bas              | Valerjan Valerjanovič Kalinovskij |
| Poručík Witołd                            | baryton          | Arsenij Děnisovič Arsenko         |
| Zapjavala                                 | tenor            | …                                 |
| Matros, partyzán                          | tenor            | …                                 |
| Miron, partyzán                           | baryton          | …                                 |
| Scjapan, partyzán                         | bas              | …                                 |
| První děvče                               | soprán           | …                                 |
| Druhé děvče                               | mezzosoprán      | …                                 |
| První hoch                                | tenor            | …                                 |
| Druhý hoch                                | baryton          | …                                 |
| Vesničané, partyzáni, děti, polští vojáci |                  |                                   |
| Dirigent:                                 | Dirigent:        | Natan Borisovič Grubin            |
| Režie:                                    | Režie:           | Ilja Juljevič Šlepjanov           |
| Výprava:                                  | Výprava:         | Sergej Filipovič Nikolajev        |
| Sbormistr:                                | Sbormistr:       | Kononěnko                         |
| Choreografie:                             | Choreografie:    | Kurilov                           |

## Děj opery

### 1. dějství
Je podzim roku 1920. V Pripjaťském Polesí probíhá válka mezi vojsky „sovětského Běloruska“ a „bílými Poláky“. Děvčata ve vsi zpívají smutnou píseň. Jejich zpěv přeruší přijíždějící oddíl polských legionářů. S nepřátelským pohledem sleduje vojáky i starý děd Taras. Přistupuje k němu komisař bolševického partyzánského velení Kuzmič s tím, že chce mluvit s Tarasovým synem Andrèjem. Andrèjovi pak Kuzmič předává písemný pokyn k organizaci partyzánského oddílu přímo ve vsi.
Předávání listu zahlédne Vasil Busyha. Busyha je místní boháč a přisluhovač Poláků, a proto polské vojáky zve do svého domu k pohoštění. To s nevolí pozoruje jeho žena Aŭhinnja, dcera sedláka Saŭky Milguna, jehož pijanství přivedlo na žebrotu. Za Vasila byla ostatně provdána proti své vůli, protože od dívčích let miluje Andrèje.
Busyha varuje polské vojáky, že Andrèj je spolčen s partyzány. Polský velitel Witołd přikazuje Andrèje zatknout a jeho rozkaz je ihned proveden. Taras je Busyhovým udavačstvím pohoršen. Udeří ho svou sukovicí, a využívaje překvapení a nastalého zmatku, křepce mizí.

### 2. dějství
Na zámku přijímá místní šlechtic, pan Długoszyc, Vasila Busyhu při zvláštní příležitosti: jmenuje Busyhu vesnickým fojtem. Busyha, aby se Polákům ještě více zavděčil, navrhuje plán, jak by bylo možné vyprovokovat a zničit partyzánský oddíl. K jeho provedení získá opilce Saŭku, který není dosud proruským partyzánům podezřelý. O plánu se od svého otce dozvídá i Aŭhinnja, ale přes veškeré pohoršení má za to, že nemůže nic dělat.
Legionáři dávají Andrèje zavřít do šatlavy a postaví k ní Busyhu jako strážce s klíčem. Podle domluvy se přikrade Saŭka a udeří Busyhu holí. Ten se skácí předstíraje, že je mrtev, a Saŭka „osvobozuje“ Andrèje. Tvrdí mu, že strážného zabil a že oba musí utéci k partyzánům. Tam má podle Busyhových záměrů Saŭka shromáždit informace o počtu a umístění partyzánů, aby na jejich základě mohli Poláci bolševiky porazit.

### 3. dějství

Bažinatá krajina v Polesí, obraz Ivana Šiškina

V hlubokém lese hledá klid děd Taras. Strachuje se o život Andrèje, který je ve vězení a hrozí mu za bolševickou agitaci smrt.
V témže lese se však schází partyzánský oddíl, den ode dne sílící novými příchozími z okolních vesnic. Ti si navzájem vypravují příkoří, jich se na nich „bílá“ strana dopustila. Řada partyzánů by se nejraději ihned pustila do boje, osvobodila zajatce (například Andrèje) a zasadila Polákům rány. Ale sovětskou vládou vyslaný komisař Kuzmič je varuje před jakoukoli akcí nekoordinovanou s Rudou armádou. Nabízí se,že se vydá přes frontu získat nové pokyny od bolševického vojenského velení; do doby, než se vrátí, vyzývá všechny k trpělivosti a kázni.
K partyzánskému oddílu se přibližují Andrèj a Saŭka. Andrèj však nevěří, že by jej byl slabý Saŭka mohl osvobodit bez domluvy s vězniteli, a sotva dorazí na místo, obviní Saŭka ze zrady. Partyzáni se chystají Saŭku lynčovat, ale Andrèj je zastavuje: má totiž plán, jak Busyhovu lest obrátit proti jejím osnovatelům. Nechť Saŭku pustí a nechají ho přivést nepřátelský oddíl na určené místo. Oproti očekávání Poláků však na ně budou připraveni a budou jim moci způsobit nemalé ztráty. Tak se i stane, když vystrašený Saŭka přislíbí, že Poláky přivede.

### 4. dějství
(1. obraz) Poláci jsou již připraveni ke kárné výpravě a Busyha očekává netrpěliv návrat tchána Saŭky, aby se dozvěděl jejich polohu. Jeho žena Aŭhinnja ho naposledy konfrontuje a vyčítá mu jeho chování, jež považuje za vlastizradu. Bouřlivá hádka znamená konec jejich vztahu. Při odchodu Aŭhinnja sama jako první potkává svého otce. Tím zmítají protichůdné city a neví, co dělat. Jeho volbu neusnadní ani setkání s dcerou, jež mu odznamuje, že definitivné odchází od manžela za Andrèjem a jeho partyzány.
Slabočský Saŭka by se rád vyhnul setkání s Busyhou, ale to se mu nepodaří. Busyha a Poláci se ho zmocní a přinutí ho, aby je vedl do partyzánského tábora.
(2. obraz) Partyzánský tábor je však právě téměř opuštěn. Na Kuzmičův pokyn odešli partyzáni vstříc postupujícím oddílům Rudé armády, aby jim ukázali bezpečný průchod přes pripjaťské bažiny, známý pouze místním. Na místě zůstal jen Andrèj jako stráž a spojka s vesničany. Přichází Aŭhinnja, vítá se s ním a sděluje mu, že pro něj opustila manžela. Současně ho však varuje před brzkým příchodem nepřátel. Andrèj a Aŭhinnjou se ukryjí a vyčkávají.
Poláci se blíží k táboru, vedeni Saŭkou. Ten v poslední chvíli nabývá odvahu a chce partyzány zachránit hlasitým křikem. Varuje je před nebezpečím – a zaplatí za to životem. Poláci nalézají Andrèje a zabíjejí jej. Vzápětí přicházejí mohutné pluky Rudé armády přivedené Kuzmičem; nevelký polský oddíl je rychle rozprášen a pobit.
Po skončeném boji vzdávají partyzáni tiše čest padlým soudruhům, zejména Andrèjovi, nad jehož tělem se v žalu scházejí Aŭhinnja a děd Taras. Zdálky zaznívá bojová píseň postupující Rudé armády, jež pokračuje v čištění běloruské země od nepřátel sovětské moci, aby připravila půdu pro budování nového, šťastného života.